# Big Joe Williams
Joseph Lee Williams (Crawford (Mississippi), 16 oktober 1903 - Macon, 17 december 1982) was een Amerikaanse bluesmuzikant (gitaar, zang) en songwriter, opmerkelijk voor het kenmerkende geluid van zijn negen-snarige gitaar. Hij trad meer dan vier decennia op en nam onder meer de nummers Baby Please Don't Go (als Joe Williams' Washboard Blues Singers), Crawlin' King Snake en Peach Orchard Mama op voor verschillende platenlabels, waaronder Bluebird, Delmark, Okeh, Prestige en Vocalion. Hij werd op 4 oktober 1992 opgenomen in de Blues Hall of Fame.
De blueshistoricus Barry Lee Pearson (Sounds Good to Me: The Bluesman's Story, Virginia Piedmont Blues) beschreef Williams' optreden:
Toen ik hem zag spelen op Mike Bloomfield's blues night in de Fickle Pickle, speelde Williams een elektrische negensnarige gitaar door een kleine gammele versterker met een taartplaat eraan vastgespijkerd en een bierblikje eraan bungelend. Als hij speelde, rammelde alles behalve Big Joe zelf. Het totale effect van dit ongelooflijke apparaat produceerde de meest zoemende, zinderende, Afrikaans klinkende muziek die ik ooit heb gehoord.

## Biografie

### Van straatmuzikant tot Bluebird Records
Geboren in Oktibbeha County, een paar mijl ten westen van Crawford, begon Williams als jongeling door de Verenigde Staten te zwerven en te spelen in winkels, bars, steegjes en werkkampen. Begin jaren 1920 werkte hij in de revue van Rabbit Foot Minstrels. Hij nam in 1930 op met de Birmingham Jug Band voor Okeh Records. Tijdens de jaren 1930 bracht hij enige tijd door in de gevangenis.
In 1934 was hij in Saint Louis (Missouri), waar hij de producent Lester Melrose ontmoette, die hem in 1935 contracteerde bij Bluebird Records. Hij bleef tien jaar bij Bluebird en nam blueshits op als Baby, Please Don't Go (1935) en Crawlin' King Snake (1941), die beide later werden gecoverd door vele andere muzikanten. Hij nam ook op met andere blueszangers, waaronder Sonny Boy Williamson I, Robert Nighthawk en Peetie Wheatstraw. Rond deze tijd was hij naar verluidt getrouwd met de blueszangeres Bessie Mae Smith uit St. Louis, aan wie hij soms de eer toekende voor het schrijven van Baby Please Don't Go.
Tijdens de vroege jaren 1930 werd Williams op zijn reizen door de Mississippi-delta vergezeld door een jonge Muddy Waters.

### Festival roem
Na diverse 78” platen verscheen in 1958 zijn eerste album Piney Woods Blues bij Delmark Records. Williams bleef een bekende bluesartiest in de jaren 1950 en 1960, toen zijn gitaarstijl en zang populair werden bij folkbluesfans. Hij nam op voor Trumpet, Delmark, Prestige, Vocalion en andere labels. Hij werd een vaste klant in het concert- en koffiehuiscircuit, toerde eind jaren 1960 en begin jaren 1970 door Europa en Japan en trad op op grote Amerikaanse muziekfestivals.
Williams had begin jaren 1960 ook invloed op de jonge Bob Dylan. Volgens Lenni Brenner (How Dylan Found His Voice: Big Joe Williams, the Lower East Side, Peyote and the Forging of Dylan's Art), moedigde Williams Dylan aan om af te stappen van het zingen van traditionele liedjes en zijn eigen muziek te schrijven. Williams en Dylan namen in 1962 ook verschillende duetten op voor het label van Victoria Spivey, Spivey Records. Ook in 1962 kreeg het album Blues on Highway 49 de Grand Prix du Disque de Jazz van de Hot Club of France. Daarna trad Williams op in het kader van het American Folk Blues Festival ook in Europa op.

### Instrument
Het gitaarspel van Williams was in de deltabluesstijl en toch uniek. Hij speelde stuwende ritmes en virtuoze hoofdlijnen tegelijk en zong eroverheen. Hij speelde met plectrums op zijn duim en wijsvinger. Zijn gitaar werd zwaar gewijzigd. Williams voegde een rudimentaire elektrische pick-up toe, waarvan de draden helemaal over de bovenkant van zijn gitaar kronkelden. Hij voegde ook drie extra snaren toe, waardoor unisono-paren ontstonden voor de eerste, tweede en vierde snaar. Zijn gitaar was meestal gestemd om G te openen (D2 G2 D3D3 G3 B3B3 D4D4), met een capo op de tweede fret om de stemming in te stellen op de toonsoort A. Tijdens de jaren 1920 en 1930 voegde Williams geleidelijk de extra snaren toe om te voorkomen dat andere gitaristen zijn gitaar zouden spelen. In zijn latere jaren gebruikte hij af en toe een 12-snarige gitaar die was gestemd om G te openen. afgestemd op G4. De resulterende stemming was (G4 G2 D3 G3 B3 D4), waarbij de G4-snaar als melodiesnaar werd gebruikt. Deze stemming werd uitsluitend gebruikt voor het spelen van slides.

### Terug naar Mississippi
Williams overleed op 17 december 1982 in Macon, Mississippi. Hij werd begraven op een particuliere begraafplaats buiten Crawford, in de buurt van de Lowndes County-lijn. Zijn grafsteen werd voornamelijk betaald door vrienden en gedeeltelijk gefinancierd door een verzameling van muzikanten in de nachtclub van Clifford Antone in Austin (Texas), georganiseerd door de muziekschrijver Dan Forte, en opgericht door het Mt. Zion Memorial Fund op 9 oktober 1994. De mondharmonicavirtuoos Charlie Musselwhite, een eenmalige reisgenoot, hield de lofrede bij de onthulling. Het grafschrift van Williams, gecomponeerd door Forte, noemt hem 'Koning van de 9-snarige gitaar'.
Het resterende geld dat werd ingezameld voor het gedenkteken van Williams werd geschonken door het Mt. Zion Memorial Fund aan het Delta Blues Museum om een van de laatste gitaren te kopen die Williams van zijn zus Mary May gebruikte. De door het museum gekochte gitaar is een 12-snarige gitaar die Williams in zijn latere dagen gebruikte. De laatste negensnarige (een Kay-cutaway uit de jaren 1950 geconverteerd naar Williams' negensnarige specificaties) ontbreekt op dit moment. Williams' vorige negensnarige (geconverteerd van een Gibson L-7 uit 1944 die hem werd aangeboden door Wilson Ramsay, bekend als Beef Stew, een naam die Williams hem heeft gegeven) is in het bezit van Williams' roadie en medereiziger Blewett Thomas.
Een andere negensnarige gitaar van Williams staat onder de toonbank van de Jazz Record Mart in Chicago, die eigendom is van Bob Koester, de oprichter van Delmark Records. Williams is te zien met het spelen van de negensnarige gitaar in American Folk-Blues Festival: The British Tours, 1963-1966, uitgebracht op dvd in 2007.
In 2003 werd Williams geëerd met een marker op de Mississippi Blues Trail in Crawford.

## Overlijden
Big Joe Williams overleed in december 1982 op 79-jarige leeftijd. In 1992 werd hij postuum opgenomen in de Blues Hall of Fame. Op zijn graf in Crawford werd in 1994 een grafsteen uit graniet opgesteld.

## Discografie

### Studioalbums
- 1958: Piney Woods Blues
- 1960: Tough Times
- 1961: Blues on Highway 49
- 1961: Nine String Guitar Blues (later opnieuw uitgebracht als Walking Blues)
- 1962: Mississippi's Big Joe Williams and His Nine-String Guitar
- 1963: Blues for Nine Strings
- 1964: Back to the Country
- 1964: Ramblin' and Wanderin' Blues
- 1964: Classic Delta Blues
- 1966: Studio Blues
- 1966: Big Joe Williams
- 1969: Thinking of What They Did to Me
- 1969: Hand Me Down My Old Walking Stick
- 1972: Big Joe Williams
- 1972: Blues from the Mississippi Delta
- 1974: Don't Your Plums Look Mellow Hanging on Your Tree

### Livealbum
- 1962: At Folk City

### Gezamenlijke albums
- Three Kings And The Queen (1962, P.1964 Spivey LP 1004) with Victoria Spivey, Lonnie Johnson, Roosevelt Sykes, Bob Dylan
- Stavin' Chain Blues (1966), met J.D. Short
- Hell Bound and Heaven Sent (1964), met John Wesley (Short Stuff) Macon
- Three Kings And The Queen, Volume Two (1970, P.2013) (Spivey LP 1014) with Victoria Spivey, Memphis Slim, Roosevelt Sykes, Lonnie Johnson

### Geselecteerde compilaties
- 1970: Crawlin' King Snake
- 1974: Malvina My Sweet Woman
- 1998: Big Joe Williams WarnerBlues Les Incontournables

### Postume albums
- 1990: Shake Your Boogie
- 1999: Going Back to Crawford, opgenomen in 1971, met Austen Pete, John 'Shortstuff' Macon, Glover Lee Connor en Amelia Johnson

- Bibsys: 6004098
- Biblioteca Nacional de España: XX1160191
- Bibliothèque nationale de France: cb13927505b (data)
- Gemeinsame Normdatei: 118633317
- International Standard Name Identifier: 0000 0000 7357 6554
- Library of Congress Control Number: n81140140
- MusicBrainz: bf295ac0-21e8-4e11-89e9-22b10fd8973a
- Nationale Bibliotheek van Tsjechië: ola2002159286
- Nationale Bibliotheek van Polen: a0000002964940
- Nederlandse Thesaurus van Auteursnamen: 071795413
- Istituto Centrale per il Catalogo Unico: LO1V334012
- SNAC: w6nk41qx
- Système universitaire de documentation: 08088055X
- Trove: 930621
- Virtual International Authority File: 44487527
- WorldCat: E39PBJgxpyBtGGVtKHDqrPbmVC